# Дочь моего босса
Дочь моего босса (англ. My Boss's Daughter) — американская романтическая комедия 2003 года, режиссёра Дэвида Цукера. В главных ролях снялись Эштон Кутчер, Тара Рид, Энди Рихтер и Теренс Стэмп. Фильм выпущен компанией Dimension Films.

## Сюжет
Том Стэнсфилд (Эштон Кутчер) является простым сотрудником издательства, под руководством тираничного руководителя Джека Тейлора (Теренс Стэмп). Том влюбляется в дочь своего босса, Лизу Тейлор (Тара Рид), которую полностью контролирует отец. Желая получить расположение Тейлора и сблизиться с его дочкой, Том остаётся в доме босса присмотреть за его филином О-Джеем. Проблемы Стэнсфилда начинаются с возвращением старшего брата Лизы, Реда, промышляющего наркоторговлей. Ред выбрасывает наркотики в туалет, а дилеру отдает муку. О-Джей напивается воды из этого унитаза и улетает из дома. Экс-секретарь Джека Тейлора, Одри (Молли Шэннон), пытается вернуть работу. После ссоры со своим парнем она остаётся с Томом. Узнав об измене парня, Лиза возвращается домой. Том скрывает от неё всё произошедшее, а она проводит с ним время, думая, что он гомосексуалист. Он убеждает её в своей гетеросексуальности, и Лиза начинает нравиться Тому. Тина, подруга Одри, думает, что у неё рак груди, и просит пощупать её грудь. Одри просит сравнить свою грудь и грудь Тины, и Том начинает щупать их груди одновременно. Лиза застаёт их в этой ситуации и решает, что Том извращенец.
Ти-Джей, наркодилер, узнав о подмене наркотиков, угрожает убить Тома, если тот не вернёт деньги, и начинает разносить дом, не обращая внимание на револьвер Тома, и говорит ему, что он "тоже со стволом", и мочится по всему дому. Том усыпляет его, подмешав снотворного в алкоголь. Ти-Джей впадает в кому, а Одри и её друзья, уверенные, что он мёртв, похоронили его. Ти-Джей пробуждается и берёт Лизу в заложницы, но друзья его оглушают. Том едет встречать Джека Тейлора, но по возвращении на него нападает О-Джей, и машина врезается в дом. Джек в ярости от повреждений, нанесённых дому, а Тома арестовывают. На следующий день он слышит разговор Лизы и Реда, и, понимая свои ошибки, продвигает Стэнсфилда по службе. А Лиза и Том снова вместе.

## Слоган
- «There are some things you just don't do.»

"Есть некоторые вещи, которые вы просто не делаете"

## В ролях
| Актёр          | Роль          |
| -------------- | ------------- |
| Эштон Кутчер   | Том Стэнсфилд |
| Тара Рид       | Лиза Тейлор   |
| Энди Рихтер    | Ред Тейлор    |
| Теренс Стэмп   | Джек Тейлор   |
| Молли Шэннон   | Одри Беннетт  |
| Кармен Электра | Тина          |
| Майкл Мэдсен   | Ти-Джей       |
| Тайлер Лэбин   | Спайк         |
| Джеффри Тэмбор | Кен           |
| Дэвид Кокнер   | Спид          |
| Анджела Литтл  | Шерил         |
| Джон Абрахамс  | Пол           |

## Релиз
Картина вышла в прокат 22 августа 2003 года, и за первый уик-энд собрала $4,855,798. Фильм был показан в 2206 кинотеатрах и общие сборы в США составили $15,550,605. Общемировые сборы составили $18,191,005.
На Rotten Tomatoes фильм имеет рейтинг 8% и средний балл 2,4 из 10. Общий рейтинг фильма на Rotten Tomatoes среди критиков газет, сайтов и телевизионных программ равен 13%. На Metacritic фильм получил средний балл 16.